# 圖林
圖林（西班牙語：Turín），是薩爾瓦多的城鎮，位於該國西部，由阿瓦查潘省負責管轄，面積21.7平方公里，海拔高度649米，2007年人口9,997，人口密度每平方公里460.69人。
13°58′N 89°49′W / 13.967°N 89.817°W